# Ліпія (Бузеу)
Ліпія (рум. Lipia) — село у повіті Бузеу в Румунії. Входить до складу комуни Мерей.
Село розташоване на відстані 92 км на північний схід від Бухареста, 6 км на захід від Бузеу, 106 км на захід від Галаца, 104 км на південний схід від Брашова.

## Населення
За даними перепису населення 2002 року у селі проживали 1980 осіб. Рідною мовою 1974 особи (99,7%) назвали румунську.
Національний склад населення села:
| Національність | Кількість осіб | Відсоток |
| -------------- | -------------- | -------- |
| румуни         | 1953           | 98,6%    |
| цигани         | 24             | 1,2%     |